# Carol Woods
Pour les articles homonymes, voir Woods.
Carol Woods, née le 13 novembre 1943 à New York (quartier de Jamaica, arrondissement du Queens), est une actrice et chanteuse américaine.

## Biographie
Actrice et chanteuse au théâtre, Carol Woods débute à Broadway en 1985, dans la comédie musicale Grind (en) de Larry Grossman (en) (avec Ben Vereen et Stubby Kaye). Là, suivent quatre autres comédies musicales, dont Follies de Stephen Sondheim (2001, avec Blythe Danner et Gregory Harrison) et Chicago de John Kander (2005-2015), ainsi que la revue One Mo' Time (en) (2002) — où elle avait débuté Off-Broadway en 1979, comme doublure —.
Toujours à Broadway, s'ajoutent quatre pièces, dont Les Sorcières de Salem d'Arthur Miller (1991-1992, avec Martha Scott et Martin Sheen) et L'Hôtel du libre échange de Georges Feydeau et Maurice Desvallières (1992, avec John Beal et Lynn Redgrave). Et Off-Broadway, signalons la comédie musicale One Touch of Venus de Kurt Weill (1996, avec Melissa Errico).
Au cinéma, elle débute dans Un amour de prof de Lewis Gilbert (1991, avec Liza Minnelli et Sheila McCarthy). Parmi ses films américains (ou en coproduction) suivants, citons Accords et Désaccords de Woody Allen (1999, avec Sean Penn et Uma Thurman, où elle interprète le standard de jazz All of Me), Pour le meilleur et pour le pire de John Schultz (2005, avec Cedric the Entertainer et Gabrielle Union) et Across the Universe de Julie Taymor (2007, avec Evan Rachel Wood et Jim Sturgess, où elle chante Let It Be).
À la télévision américaine, elle apparaît d'abord dans Equalizer (un épisode, 1986). Parmi ses séries ultérieures, mentionnons New York, police judiciaire (deux épisodes, 1992-1993), New York 911 (deux épisodes, 2000-2001) et The Good Wife (un épisode, 2013).

## Théâtre (sélection)

### Broadway
- 1985 : Grind (en), comédie musicale, musique de Larry Grossman (en), lyrics d'Ellen Fitzhugh, livret de Fay Kanin, mise en scène d'Harold Prince : Maybelle / Mme Faye (doublure)
- 1985-1987 : Big River, comédie musicale, musique et lyrics de Roger Miller, livret de William Hauptman (d'après Les Aventures de Huckleberry Finn de Mark Twain), mise en scène de Des McAnuff : Alice (remplacement)
- 1987 : Stepping Out (en), pièce de Richard Harris : Rose
- 1991-1992 : Les Sorcières de Salem (The Crucible), pièce d'Arthur Miller : Tituba
- 1992 : L'Hôtel du libre échange (A Little Hotel on the Side), pièce de Georges Feydeau et Maurice Desvallières, adaptation de John Mortimer : La grande dame
- 1993 : The Goodbye Girl (en), comédie musicale, musique de Marvin Hamlisch, lyrics de David Zippel, livret de Neil Simon (d'après son scénario pour le film éponyme) : Mme Crosby
- 2001 : Follies, comédie musicale, musique et lyrics de Stephen Sondheim, livret de James Goldman : Stella Deems
- 2001-2002 : 45 Seconds from Broadway (en), pièce de Neil Simon, mise en scène de Jerry Zaks : Bessie James
- 2002 : One Mo' Time (en), revue de Vernel Bagneris : Bertha (remplacement)
- 2005-2015 : Chicago, comédie musicale, musique de John Kander, lyrics de Fred Ebb, livret de Fred Ebb et Bob Fosse : Mama Morton (remplacement)

### Off-Broadway
- 1979 : One Mo' Time (en), revue de Vernel Bagneris : Ma Reed (doublure)
- 1988 : Blues in the Night (en), revue de Sheldon Epps : la grande dame
- 1993 : First Lady Suite (en), comédie musicale, musique, lyrics et livret de Michael John LaChiusa : Lorena Hickok
- 1996 : One Touch of Venus, comédie musicale, musique de Kurt Weill, lyrics d'Ogden Nash, livret d'Ogden Nash et S.J. Perelman : Molly Grant
- 1997 : Dreamstuff, comédie musicale, musique et lyrics de Sal Lombarde, livret et mise en scène de John Pantozzi : rôle non spécifié

## Filmographie partielle

### Cinéma
- 1991 : Un amour de prof (Stepping Out) de Lewis Gilbert : Rose
- 1992 : La Loi de la nuit (Night and the City) d'Irwin Winkler : la secrétaire
- 1996 : Bienvenue chez Joe (Joe's Apartment) de John Payson : un des cafards choristes (voix)
- 1999 : Accords et Désaccords (Sweet and Lowdown) de Woody Allen : Helen Minton
- 2005 : Pour le meilleur et pour le pire (The Honeymooners) de John Schultz : la mère d'Alice
- 2007 : Across the Universe de Julie Taymor : la chanteuse de gospel

### Télévision
Séries
- 1986 : Equalizer (The Equalizer), saison 2, épisode 11 Double Détente (Heartstrings) de Russ Mayberry : l'infirmière Frank
- 1992-1993 : New York, police judiciaire (Law & Order)
  - Saison 2, épisode 18 Du berceau à la tombe (Cradle to Grave, 1992) de James Frawley : Mme Price
  - Saison 3, épisode 11 Le Jeu de la haine et du hasard (Extended Family) : Polly Fairfield
- 2000-2001 : New York 911 (Third Watch), saison 2, épisode 7 Une longue nuit (After Hours, 2000), épisode 8 Du sable entre les mains (Know Thyself, 2000) et épisode 22 Attention aux enfants (...And Zeus Wept, 2001) : Lieutenant Rice
- 2002 : The Practice : Donnell et Associés (The Practice), saison 7, épisode 5 Affaire de voisinage (Neighboring Species) : Maxine Shipp
- 2010 : The Big C, saison 1, épisode 10 Révélation divine (Divine Intervention) : Dorothy Jackson
- 2013 : The Good Wife, saison 4, épisode 14 Fiction ou Réalité ? (Red Team, Blue Team) : Margaret Lorenzo

## Liens
- Ressources relatives à la musique :   - Discogs
  - MusicBrainz
  - Muziekweb
  - Songkick
- Ressource relative au spectacle :   - Internet Broadway Database
- Ressource relative à l'audiovisuel :   - IMDb
- Notices d'autorité :   - VIAF
  - ISNI
  - BnF (données)
  - IdRef
  - LCCN
  - Israël
  - WorldCat
- (en) Carol Woods sur l’Internet Off-Broadway Database